# Scituate (Massachusetts)
Scituate è un comune degli Stati Uniti d'America facente parte della contea di Plymouth nello stato del Massachusetts.